# Coupe Antim
 (novembre 2024).
Si vous disposez d'ouvrages ou d'articles de référence ou si vous connaissez des sites web de qualité traitant du thème abordé ici, merci de compléter l'article en donnant les références utiles à sa vérifiabilité et en les liant à la section « Notes et références ».
 (avril 2025).
La Coupe Antim désigne depuis 2002 les rencontres de rugby à XV opposant la Géorgie et la Roumanie en dehors des qualifications ou des matchs de Coupe du Monde. De fait, ces rencontres ont lieu lors du Championnat d'Europe.
En 2025, le titulaire est la Géorgie.
La coupe en bronze doré est moulée par le sculpteur géorgien et ancien joueur de rugby Gia Japaridze, sur les bases de la Calcutta Cup, avec deux anses en forme de félin.

## Historique
La Coupe Antim est baptisée ainsi en hommage à Antim Ivireanul, religieux orthodoxe d'origine géorgienne du XVIIe siècle qui s'établit dans la principauté de Valachie, l'actuelle Roumanie. Il s'illustre dans des activités de typographe, et aussi dans l'éloquence religieuse. Il meurt assassiné en 1716. Il est canonisé en 1992 par l'Église orthodoxe roumaine. L'association des supporteurs géorgien de rugby (RML) demande la bénédiction du Patriarche de l'Église orthodoxe géorgienne, Élie II de Géorgie pour l'utilisation de son nom.
Le 12 août 2023, en match de préparation à la Coupe du monde, la Géorgie l'emporte 56 à 6 contre la Roumanie et garde le gain du trophée bien que le match ne soit pas disputé durant le Championnat d'Europe.

## Liste des confrontations
| No | Date            | Lieu                                      | Match              | Score   | Compétition                        |
| -- | --------------- | ----------------------------------------- | ------------------ | ------- | ---------------------------------- |
| 1  | 6 avril 2002    | Stade Boris-Paichadze, Tbilissi, Géorgie  | Géorgie – Roumanie | 23 – 31 | Championnat européen des nations   |
| 2  | 30 mars 2003    | Stade Boris-Paichadze, Tbilissi, Géorgie  | Géorgie – Roumanie | 6 – 19  | Championnat européen des nations   |
| 3  | 27 mars 2004    | Iași, Roumanie                            | Roumanie – Géorgie | 25 – 18 | Championnat européen des nations   |
| 4  | 12 mars 2005    | Stade Boris-Paichadze, Tbilissi, Géorgie  | Géorgie – Roumanie | 20 – 13 | Championnat européen des nations   |
| 5  | 25 février 2006 | Stade Steaua, Bucarest, Roumanie          | Roumanie – Géorgie | 35 – 10 | Championnat européen des nations   |
| 6  | 3 février 2007  | Stade Steaua, Bucarest, Roumanie          | Roumanie – Géorgie | 17 – 20 | Championnat européen des nations   |
| 7  | 9 février 2008  | Stade Boris-Paichadze, Tbilissi, Géorgie  | Géorgie – Roumanie | 22 – 7  | Championnat européen des nations   |
| 8  | 14 mars 2009    | Stade Boris-Paichadze, Tbilissi, Géorgie  | Géorgie – Roumanie | 28 – 23 | Championnat européen des nations   |
| 9  | 13 mars 2010    | Stade Arcul de Triumf, Bucarest, Roumanie | Roumanie – Géorgie | 22 – 10 | Championnat européen des nations   |
| 10 | 12 mars 2011    | Stade Boris-Paichadze, Tbilissi, Géorgie  | Géorgie – Roumanie | 18 – 11 | Championnat européen des nations   |
| 11 | 10 mars 2012    | Stade Arcul de Triumf, Bucarest, Roumanie | Roumanie – Géorgie | 13 – 19 | Championnat européen des nations   |
| 12 | 16 mars 2013    | Stade Arcul de Triumf, Bucarest, Roumanie | Roumanie – Géorgie | 9 – 9   | Championnat européen des nations   |
| 13 | 15 mars 2014    | Stade Boris-Paichadze, Tbilissi, Géorgie  | Géorgie – Roumanie | 22 – 9  | Championnat européen des nations   |
| 14 | 21 mars 2015    | Stade Arcul de Triumf, Bucarest, Roumanie | Roumanie – Géorgie | 6 – 15  | Championnat européen des nations   |
| 15 | 19 mars 2016    | Stade Boris-Paichadze, Tbilissi, Géorgie  | Géorgie – Roumanie | 38 – 9  | Championnat européen des nations   |
| 16 | 19 mars 2017    | Stade Arcul de Triumf, Bucarest, Roumanie | Roumanie – Géorgie | 8 – 7   | Championnat d'Europe               |
| 17 | 18 mars 2018    | Stade Boris-Paichadze, Tbilissi, Géorgie  | Géorgie – Roumanie | 25 – 16 | Championnat d'Europe               |
| 18 | 9 février 2019  | Cluj Arena, Cluj-Napoca, Roumanie         | Roumanie – Géorgie | 9 – 18  | Championnat d'Europe               |
| 19 | 1 février 2020  | Stade Boris-Paichadze, Tbilissi           | Géorgie – Roumanie | 41 – 13 | Championnat d'Europe               |
| 20 | 28 mars 2021    | Stade Mikheil-Meskhi, Tbilissi            | Géorgie – Roumanie | 28 – 17 | Championnat d'Europe               |
| 21 | 12 mars 2022    | Stade Arcul de Triumf, Bucarest           | Roumanie – Géorgie | 23 – 26 | Championnat d'Europe               |
| 22 | 4 mars 2023     | Stade de rugby d'Avchala, Tbilissi        | Géorgie – Roumanie | 31 – 7  | Championnat d'Europe               |
| 23 | 12 août 2023    | Stade Mikheil-Meskhi, Tbilissi            | Géorgie – Roumanie | 56 – 6  | Test match                         |
| 24 | 2 mars 2024     | Stade Mikheil-Meskhi, Tbilissi            | Géorgie – Roumanie | 43 – 5  | Championnat d'Europe (demi-finale) |
| 25 | 1 mars 2025     | Stade de rugby d'Avchala, Tbilissi        | Géorgie – Roumanie | 43 – 5  | Championnat d'Europe (demi-finale) |